# World (пісня)
«World» — пісня Ліндіти Халімі для конкурсу Євробачення 2017 в Києві, Україна. Пісня була виконана в першому півфіналі Євробачення, 9 травня, але до фіналу не пройшла.

## Список композицій
| Digital download | Digital download | Digital download |
| #                | Назва            | Тривалість       |
| ---------------- | ---------------- | ---------------- |
| 1.               | «World»          | 2:56             |